# Acreophthiria similis
Acreophthiria similis är en tvåvingeart som först beskrevs av Daniel William Coquillett 1894.  Acreophthiria similis ingår i släktet Acreophthiria och familjen svävflugor. Inga underarter finns listade i Catalogue of Life.